# تلمبه انورآباد رضائی
تلمبه انورآباد رضائی روستایی در دهستان ملک‌آباد بخش گلستان شهرستان سیرجان استان کرمان ایران است.

## جمعیت
بر پایه سرشماری عمومی نفوس و مسکن در سال ۱۳۹۵ جمعیت این مکان ۲۵ نفر (۱۰خانوار) بوده‌است.